# Relvas (Arganil)
A aldeia de Relvas, pertence à freguesia de Teixeira, onde a partir de 2013 passou para uma nova freguesia denominada União das Freguesias de Cepos e Teixeira com sede em Cepos, concelho de Arganil. Encontra-se situada no extremo nordeste deste concelho, junto à fronteira com o da Pampilhosa da Serra, no sopé sul da Serra do Açor, muito próximo e integrada no vale do rio Ceira, que atravessa esta região e que, em conjunto com a ribeira da Teixeira e o mítico "Cabeço da Mata". Tudo isto empresta à paisagem envolvente uma rara beleza que a todos deslumbra, muito em especial todos aqueles que nos visitam. 